# 대한민국 형법 제368조
대한민국 형법 제368조는 중손괴에 대한 형법각칙의 조문이다. 일반손괴죄(대한민국 형법 제366조)및 공익건조물파괴죄(대한민국 형법 제367조)의 결과적 가중범이다.

## 조문
제368조(중손괴) ① 전 2조의 죄를 범하여 사람의 생명 또는 신체에 대하여 위험을 발생하게 한 때에는 1년 이상 10년 이하의 징역에 처한다.
②제366조 또는 제367조의 죄를 범하여 사람을 상해에 이르게 한 때에는 1년 이상의 유기징역에 처한다. 사망에 이르게 한 때에는 3년 이상의 유기징역에 처한다. <개정 1995.12.29>

第368條(重損壞) ① 前2條의 罪를 犯하여 사람의 生命 또는 身體에 對하여 危險을 發生하게 한 때에는 1年 以上 10年 以下의 懲役에 處한다.
②第366條 또는 第367條의 罪를 犯하여 사람을 傷害에 이르게 한 때에는 1年 이상의 有期懲役에 處한다. 死亡에 이르게 한 때에는 3年 이상의 有期懲役에 處한다. <改正 1995.12.29.>

## 참조 조문
제366조(재물손괴등)  타인의 재물, 문서 또는 전자기록등 특수매체기록을 손괴 또는 은닉 기타 방법으로 기 효용을 해한 자는 3년이하의 징역 또는 700만원 이하의 벌금에 처한다.

제367조(공익건조물파괴)공익에 공하는 건조물을 파괴한 자는 10년이하의 징역 또는 2천만원이하의 벌금에 처한다.

## 참고 문헌
- 김재윤(학원인), 손동권 저, 새로운 형법각론, 율곡출판사, 2013. ISBN 9788997428342

## 같이 보기
- 손괴죄
- 결과적 가중범
- 대한민국 형법 제366조 일반손괴죄
- 대한민국 형법 제367조 공익건조물파괴죄